# Каратальське
Карата́льське (каз. Қаратал) — село у складі Єскельдинського району Жетисуської області Казахстану. Адміністративний центр Каратальський сільського округу.
Населення — 1708 осіб (2021; 1897 у 2009, 1808 у 1999, 1827 у 1989).